# Hilara aurata
Hilara aurata är en tvåvingeart som beskrevs av Daniel William Coquillett 1900. Hilara aurata ingår i släktet Hilara och familjen dansflugor.
Artens utbredningsområde är Maine. Inga underarter finns listade i Catalogue of Life.